# Scopula cuneilinea
Scopula cuneilinea là một loài bướm đêm trong họ Geometridae.